# Aluminiumarsenid
Aluminiumarsenid ist eine anorganische chemische Verbindung des Aluminiums aus der Gruppe der Arsenide.

## Gewinnung und Darstellung
Aluminiumarsenid kann durch Reaktion von Aluminium mit Arsen gewonnen werden.
{\displaystyle \mathrm {Al+As\longrightarrow AlAs} }

## Eigenschaften
Aluminiumarsenid ist ein orangefarbener Feststoff, der bei Abwesenheit von Feuchtigkeit beständig ist. Er besitzt eine Kristallstruktur vom Zinkblendetyp (a = 562 pm) mit der Raumgruppe F43m (Raumgruppen-Nr. 216). Er ist ein Halbleiter.

## Verwendung
Aluminiumarsenid wird in der Halbleiterindustrie verwendet.